# Candidatura de Arabia Saudita-Egipto-Grecia para la Copa Mundial de Fútbol 2030
Arabia Saudita-Egipto-Grecia 2030 fue una candidatura presentada para la celebración de la Copa Mundial de Fútbol de 2030. En caso de ser elegida, será la primera vez que la Copa Mundial de Fútbol se juegue de forma simultánea en tres continentes: África, Asia y Europa.
Las otras candidaturas contra las que debía competir eran las de España-Portugal-Marruecos y Uruguay-Argentina-Paraguay-Chile.
La FIFA ha acordado que el proceso de licitación se lanzará en el segundo semestre de 2022. La elección del país o países anfitriones del Mundial de 2030 se decidirá en 2024, en el 74.º Congreso de la FIFA.

## Historia

### Antecedentes
Arabia Saudita ha manifestado su interés de organizar la Copa Mundial de Fútbol, aunque no ha presentado anteriormente candidaturas oficiales. Yasser Al-Misehal, presidente de la Federación de Fútbol de Arabia Saudita, presentó una propuesta en 2021 para que los mundiales masculinos y femeninos se organizara cada dos años en lugar de cuatro, idea que fue rechazada unánimemente por UEFA y Conmebol.
En el contexto geopolítico de la región, los tres países han desarrollado fuertes lazos políticos, económicos y militares, sumado a los proyectos de infraestructura dentro de la Visión 2030 de Arabia Saudita y el deseo de imitar lo hecho por Catar en la Copa Mundial de Fútbol de 2022. Además de la existencia de fronteras marítimas compartidas entre los tres países, ya que Egipto cuenta con límites marítimos con Grecia y Arabia Saudita, por lo que funciona como un puente entre las naciones helénica y árabe.

### Retiro de la candidatura
En una entrevista difundida el 8 de abril de 2023, Ashraf Sobhy, ministro de Juventud y Deportes de Egipto, declaró que el país no planeaba entrar en la carrera por la organización de la Copa del Mundo de 2030, aunque desde la candidatura no se realizó ninguna declaración al respecto se interpretaba como el posible inicio del final del proyecto.
Finalmente el 23 de junio Arabia Saudita anunció su salida de la candidatura debido a que las autoridades organizadoras del país consideraron que la propuesta conjunta de las naciones ibéricas con Marruecos tenía más fuerza para llevar a cabo el evento deportivo, esto debido a que la Confederación Africana de Fútbol había mostrado preferencias por esa candidatura dejando atrás las aspiraciones de sauditas, egipcios y griegos.
Después de anunciar su salida de la candidatura Arabia Saudita se ofreció a realizar fuertes inversiones de apoyo para la construcción y mejora de la infraestructura deportiva en Egipto y Grecia, sin embargo, esos dos países no consideraron como viable la continuidad de la propuesta al contar con un menor poder financiero con respecto a la situación económica de los sauditas, lo que pondría en problemas a la estabilidad financiera de ambas naciones, por lo que finalmente decidieron no seguir adelante con la propuesta.

## Sedes potenciales

### Egipto
| Estadio de la Nueva Capital Administrativa Capacidad:93,440 | Estadio Internacional Capital Capacidad:84,000 (Planeado) | Estadio Internacional Capacidad: 75,000           | Estadio Borg El Arab Capacidad: 86,000            |                                                   |                                                   |                                                   |                                                   |                                                   |                                                   |                                                   |                                                   |                                                   |                                                   |                                                   |                                                   |
|                                                             |                                                           |                                                   |                                                   |                                                   |                                                   |                                                   |                                                   |                                                   |                                                   |                                                   |                                                   |                                                   |                                                   |                                                   |                                                   |
| Suez                                                        | El Cairo NAC Alejandría Suez Puerto Saíd Ismailia         | El Cairo NAC Alejandría Suez Puerto Saíd Ismailia | El Cairo NAC Alejandría Suez Puerto Saíd Ismailia | El Cairo NAC Alejandría Suez Puerto Saíd Ismailia | El Cairo NAC Alejandría Suez Puerto Saíd Ismailia | El Cairo NAC Alejandría Suez Puerto Saíd Ismailia | El Cairo NAC Alejandría Suez Puerto Saíd Ismailia | El Cairo NAC Alejandría Suez Puerto Saíd Ismailia | El Cairo NAC Alejandría Suez Puerto Saíd Ismailia | El Cairo NAC Alejandría Suez Puerto Saíd Ismailia | El Cairo NAC Alejandría Suez Puerto Saíd Ismailia | El Cairo NAC Alejandría Suez Puerto Saíd Ismailia | El Cairo NAC Alejandría Suez Puerto Saíd Ismailia | El Cairo NAC Alejandría Suez Puerto Saíd Ismailia | El Cairo NAC Alejandría Suez Puerto Saíd Ismailia |
| Estadio Internacional Mubarak Capacidad: 45,000             | El Cairo NAC Alejandría Suez Puerto Saíd Ismailia         | El Cairo NAC Alejandría Suez Puerto Saíd Ismailia | El Cairo NAC Alejandría Suez Puerto Saíd Ismailia | El Cairo NAC Alejandría Suez Puerto Saíd Ismailia | El Cairo NAC Alejandría Suez Puerto Saíd Ismailia | El Cairo NAC Alejandría Suez Puerto Saíd Ismailia | El Cairo NAC Alejandría Suez Puerto Saíd Ismailia | El Cairo NAC Alejandría Suez Puerto Saíd Ismailia | El Cairo NAC Alejandría Suez Puerto Saíd Ismailia | El Cairo NAC Alejandría Suez Puerto Saíd Ismailia | El Cairo NAC Alejandría Suez Puerto Saíd Ismailia | El Cairo NAC Alejandría Suez Puerto Saíd Ismailia | El Cairo NAC Alejandría Suez Puerto Saíd Ismailia | El Cairo NAC Alejandría Suez Puerto Saíd Ismailia | El Cairo NAC Alejandría Suez Puerto Saíd Ismailia |
|                                                             | El Cairo NAC Alejandría Suez Puerto Saíd Ismailia         | El Cairo NAC Alejandría Suez Puerto Saíd Ismailia | El Cairo NAC Alejandría Suez Puerto Saíd Ismailia | El Cairo NAC Alejandría Suez Puerto Saíd Ismailia | El Cairo NAC Alejandría Suez Puerto Saíd Ismailia | El Cairo NAC Alejandría Suez Puerto Saíd Ismailia | El Cairo NAC Alejandría Suez Puerto Saíd Ismailia | El Cairo NAC Alejandría Suez Puerto Saíd Ismailia | El Cairo NAC Alejandría Suez Puerto Saíd Ismailia | El Cairo NAC Alejandría Suez Puerto Saíd Ismailia | El Cairo NAC Alejandría Suez Puerto Saíd Ismailia | El Cairo NAC Alejandría Suez Puerto Saíd Ismailia | El Cairo NAC Alejandría Suez Puerto Saíd Ismailia | El Cairo NAC Alejandría Suez Puerto Saíd Ismailia | El Cairo NAC Alejandría Suez Puerto Saíd Ismailia |
| Puerto Said                                                 | El Cairo NAC Alejandría Suez Puerto Saíd Ismailia         | El Cairo NAC Alejandría Suez Puerto Saíd Ismailia | El Cairo NAC Alejandría Suez Puerto Saíd Ismailia | El Cairo NAC Alejandría Suez Puerto Saíd Ismailia | El Cairo NAC Alejandría Suez Puerto Saíd Ismailia | El Cairo NAC Alejandría Suez Puerto Saíd Ismailia | El Cairo NAC Alejandría Suez Puerto Saíd Ismailia | El Cairo NAC Alejandría Suez Puerto Saíd Ismailia | El Cairo NAC Alejandría Suez Puerto Saíd Ismailia | El Cairo NAC Alejandría Suez Puerto Saíd Ismailia | El Cairo NAC Alejandría Suez Puerto Saíd Ismailia | El Cairo NAC Alejandría Suez Puerto Saíd Ismailia | El Cairo NAC Alejandría Suez Puerto Saíd Ismailia | El Cairo NAC Alejandría Suez Puerto Saíd Ismailia | El Cairo NAC Alejandría Suez Puerto Saíd Ismailia |
| Estadio de Puerto Saíd Capacidad: 35,000 (En Construcción)  | El Cairo NAC Alejandría Suez Puerto Saíd Ismailia         | El Cairo NAC Alejandría Suez Puerto Saíd Ismailia | El Cairo NAC Alejandría Suez Puerto Saíd Ismailia | El Cairo NAC Alejandría Suez Puerto Saíd Ismailia | El Cairo NAC Alejandría Suez Puerto Saíd Ismailia | El Cairo NAC Alejandría Suez Puerto Saíd Ismailia | El Cairo NAC Alejandría Suez Puerto Saíd Ismailia | El Cairo NAC Alejandría Suez Puerto Saíd Ismailia | El Cairo NAC Alejandría Suez Puerto Saíd Ismailia | El Cairo NAC Alejandría Suez Puerto Saíd Ismailia | El Cairo NAC Alejandría Suez Puerto Saíd Ismailia | El Cairo NAC Alejandría Suez Puerto Saíd Ismailia | El Cairo NAC Alejandría Suez Puerto Saíd Ismailia | El Cairo NAC Alejandría Suez Puerto Saíd Ismailia | El Cairo NAC Alejandría Suez Puerto Saíd Ismailia |
|                                                             | El Cairo NAC Alejandría Suez Puerto Saíd Ismailia         | El Cairo NAC Alejandría Suez Puerto Saíd Ismailia | El Cairo NAC Alejandría Suez Puerto Saíd Ismailia | El Cairo NAC Alejandría Suez Puerto Saíd Ismailia | El Cairo NAC Alejandría Suez Puerto Saíd Ismailia | El Cairo NAC Alejandría Suez Puerto Saíd Ismailia | El Cairo NAC Alejandría Suez Puerto Saíd Ismailia | El Cairo NAC Alejandría Suez Puerto Saíd Ismailia | El Cairo NAC Alejandría Suez Puerto Saíd Ismailia | El Cairo NAC Alejandría Suez Puerto Saíd Ismailia | El Cairo NAC Alejandría Suez Puerto Saíd Ismailia | El Cairo NAC Alejandría Suez Puerto Saíd Ismailia | El Cairo NAC Alejandría Suez Puerto Saíd Ismailia | El Cairo NAC Alejandría Suez Puerto Saíd Ismailia | El Cairo NAC Alejandría Suez Puerto Saíd Ismailia |
| Ismailia                                                    | El Cairo NAC Alejandría Suez Puerto Saíd Ismailia         | El Cairo NAC Alejandría Suez Puerto Saíd Ismailia | El Cairo NAC Alejandría Suez Puerto Saíd Ismailia | El Cairo NAC Alejandría Suez Puerto Saíd Ismailia | El Cairo NAC Alejandría Suez Puerto Saíd Ismailia | El Cairo NAC Alejandría Suez Puerto Saíd Ismailia | El Cairo NAC Alejandría Suez Puerto Saíd Ismailia | El Cairo NAC Alejandría Suez Puerto Saíd Ismailia | El Cairo NAC Alejandría Suez Puerto Saíd Ismailia | El Cairo NAC Alejandría Suez Puerto Saíd Ismailia | El Cairo NAC Alejandría Suez Puerto Saíd Ismailia | El Cairo NAC Alejandría Suez Puerto Saíd Ismailia | El Cairo NAC Alejandría Suez Puerto Saíd Ismailia | El Cairo NAC Alejandría Suez Puerto Saíd Ismailia | El Cairo NAC Alejandría Suez Puerto Saíd Ismailia |
| Estadio del Canal de Suez Capacidad: 22,000                 | El Cairo NAC Alejandría Suez Puerto Saíd Ismailia         | El Cairo NAC Alejandría Suez Puerto Saíd Ismailia | El Cairo NAC Alejandría Suez Puerto Saíd Ismailia | El Cairo NAC Alejandría Suez Puerto Saíd Ismailia | El Cairo NAC Alejandría Suez Puerto Saíd Ismailia | El Cairo NAC Alejandría Suez Puerto Saíd Ismailia | El Cairo NAC Alejandría Suez Puerto Saíd Ismailia | El Cairo NAC Alejandría Suez Puerto Saíd Ismailia | El Cairo NAC Alejandría Suez Puerto Saíd Ismailia | El Cairo NAC Alejandría Suez Puerto Saíd Ismailia | El Cairo NAC Alejandría Suez Puerto Saíd Ismailia | El Cairo NAC Alejandría Suez Puerto Saíd Ismailia | El Cairo NAC Alejandría Suez Puerto Saíd Ismailia | El Cairo NAC Alejandría Suez Puerto Saíd Ismailia | El Cairo NAC Alejandría Suez Puerto Saíd Ismailia |
|                                                             | El Cairo NAC Alejandría Suez Puerto Saíd Ismailia         | El Cairo NAC Alejandría Suez Puerto Saíd Ismailia | El Cairo NAC Alejandría Suez Puerto Saíd Ismailia | El Cairo NAC Alejandría Suez Puerto Saíd Ismailia | El Cairo NAC Alejandría Suez Puerto Saíd Ismailia | El Cairo NAC Alejandría Suez Puerto Saíd Ismailia | El Cairo NAC Alejandría Suez Puerto Saíd Ismailia | El Cairo NAC Alejandría Suez Puerto Saíd Ismailia | El Cairo NAC Alejandría Suez Puerto Saíd Ismailia | El Cairo NAC Alejandría Suez Puerto Saíd Ismailia | El Cairo NAC Alejandría Suez Puerto Saíd Ismailia | El Cairo NAC Alejandría Suez Puerto Saíd Ismailia | El Cairo NAC Alejandría Suez Puerto Saíd Ismailia | El Cairo NAC Alejandría Suez Puerto Saíd Ismailia | El Cairo NAC Alejandría Suez Puerto Saíd Ismailia |

### Grecia
| Atenas                                        | Atenas                                       |
| --------------------------------------------- | -------------------------------------------- |
| Estadio Olímpico Capacidad:71,130             | Estadio Agia Sofía Capacidad:32,000          |
|                                               |                                              |
| Atenas El Pireo Salónica Ciudades griegas     |                                              |
| El Pireo                                      | Salónica                                     |
| Estadio Georgios Karaiskakis Capacidad:31,115 | Estadio La Tumba Capacidad:41,000 (Planeado) |
|                                               |                                              |

### Arabia Saudita
| Riad                                           | Riad                                                 | Dammam                                             |
| ---------------------------------------------- | ---------------------------------------------------- | -------------------------------------------------- |
| Estadio Rey Fahd Capacidad:67,000              | Estadio Qiddiya Capacidad:40,000 (Planeado)          | Estadio Príncipe Mohamed bin Fahd Capacidad:35,000 |
|                                                |                                                      |                                                    |
| Yeda Riad Dammam                               |                                                      |                                                    |
| Yeda                                           |                                                      |                                                    |
| Ciudad Deportiva Rey Abdullah Capacidad:64,000 | Estadio Príncipe Abdullah al-Faisal Capacidad:27,000 |                                                    |
|                                                |                                                      |                                                    |

## Experiencia en la organización de torneos FIFA
Por país
| Arabia Saudita - Copa Mundial de Fútbol Sub-20 de 1989 - Copa Rey Fahd 1992 - Copa Rey Fahd 1995 - Copa FIFA Confederaciones 1997 - Copa Mundial de Clubes de la FIFA 2023 | Egipto - Copa Mundial de Fútbol Sub-17 de 1997 - Copa Mundial de Fútbol Sub-20 de 2009 | Grecia - Ninguna |